# Gerald Kyd
Gerald Kyd (* 1973 in Pretoria, Südafrika, als Gerasimos Awkoumides) ist ein schottischer Schauspieler griechischer Abstammung.

## Leben und Karriere
Gerald Kyd zog 1980 mit seiner Familie von Südafrika ins Vereinigte Königreich. Dort studierte er an der London Academy of Music and Dramatic Art. Nach Abschluss dieser besuchte er die Royal Shakespeare Company.
Kyd absolvierte 1997 einen Auftritt in Underworld, bevor er von 1998 bis 2006 in Casualty die Rolle des Sean Maddox übernahm. 1999 hatte er einen Gastauftritt in Die Profis – Die nächste Generation. 2004 war er im Film The Defender zu sehen. 2010 folgte eine Hauptrolle in der kurzlebigen NBC-Serie Persons Unknown, in der er unter anderem an der Seite von Daisy Betts und Jason Wiles mitspielte. 2012 war er in zwei Folgen der Serie The Midnight Beast mit von der Partie, bevor er 2013 in einer Folge von The Bible auftrat.

## Filmografie (Auswahl)
- 1997: Underworld (Fernsehserie, Folge 1x01)
- 1998–2006: Casualty (Fernsehserie, 59 Folgen)
- 1999: Die Profis – Die nächste Generation (CI5: The New Professionals, Fernsehserie, Folge 1x04)
- 2004: The Defender
- 2010: Persons Unknown (Fernsehserie, 13 Folgen)
- 2010: Legacy
- 2012: The Midnight Beast (Fernsehserie, 2 Folgen)
- 2013: Die Bibel (The Bible, Miniserie, Folge 1x05)
- 2016: Sherlock – Die Braut des Grauens (The Abominable Bride, Fernsehfilm)
- 2022: The Split – Beziehungsstatus ungeklärt (The Split, Fernsehserie, 4 Folgen)